# جنیفر لافلور
جنیفر لافلور (به انگلیسی: Jennifer Lafleur) (زاده ۸ سپتامبر ۱۹۷۹) بازیگر آمریکایی است.
از کارهای معروف او می‌توان به بازی در فیلم بچه‌دارشدن اشاره کرد.